# AS Vitré
AS Vitré (tiếng Pháp: Amicale Sportive de Vitré) là một câu lạc bộ bóng đá Pháp có trụ sở tại Vitré, Ille-et-Vilaine. Nó được thành lập vào năm 1907. Đội chơi tại Stade Municipal, có sức chứa 3.500. Màu sắc của câu lạc bộ là vàng và đỏ.

## Danh hiệu
- Vô địch CFA2 (Bảng G): 2005
- Vô địch CFA2 (bảng H): 2013
- Vô địch Brittany DH: 1991

## Cầu thủ
- Alrick Kalala, một cầu thủ trước đây của câu lạc bộ đã theo đuổi sự nghiệp âm nhạc solo sau khi bị chấn thương khi chơi cho câu lạc bộ buộc anh phải rời khỏi thể thao chuyên nghiệp.[1] Dưới nghệ danh Makassy, anh đã phát hành " Douced " bản hit tiếng Pháp đầu tiên của mình được xếp hạng ở Pháp và Bỉ.